# Хобултівська сільська рада
Хобултівська сільська́ ра́да — колишня адміністративно-територіальна одиниця та орган місцевого самоврядування у Володимир-Волинському районі Волинської області. Адміністративний центр — село Хобултова.

## Загальні відомості
- Територія ради: 4,547 км²
- Населення ради: 1343 особи (станом на 2001 рік)
- Територією ради протікають річки Свинорийка, Риловиця

## Населені пункти
Сільській раді підпорядковані населені пункти:
- с. Хобултова
- с. Микуличі
- с. Підгайці

Кількість населення становить 1 343 особи. Кількість дворів 444, з них 28 нових (після 1991 р.).
В Хобултівській сільській раді працюють дві школи: середня на 149 місць та базова середня на 115 мсць, дитячий садок, 2 клуби, 2 бібліотеки, 3 фельдшерсько-акушерських пункти, 2 відділення зв'язку, 2 АТС на 200 номерів, 5 торговельних закладів. Проводять господарську діяльність 2 підприємства з виробництва сільськогосподарської продукції та фермерське господарство.
Села сільської ради газифіковані. Дороги в задовільному стані.

## Населення
Згідно з переписом УРСР 1989 року чисельність наявного населення сільської ради становила 1418 осіб, з яких 638 чоловіків та 780 жінок.
За переписом населення України 2001 року в сільській раді мешкали 1334 особи.

### Мова
Розподіл населення за рідною мовою за даними перепису 2001 року:
| Мова       | Відсоток |
| ---------- | -------- |
| українська | 99,63 %  |
| російська  | 0,30 %   |
| білоруська | 0,07 %   |

## Адреса сільської ради
44760, Волинська обл., Володимир-Волинський р-н, с. Хобултова, вул. Шевченка, 9

## Склад ради
Рада складається з 14 депутатів та голови.
- Голова ради: Морозюк Оксана Миколаївна

### Керівний склад попередніх скликань
| Прізвище, ім'я, по батькові | Основні відомості                                                         | Дата обрання | Дата звільнення |
| --------------------------- | ------------------------------------------------------------------------- | ------------ | --------------- |
| Рудчик Лідія Миколаївна     | Сільський голова, 1953 року народження, член Народної партії              | 26.03.2006   | 31.10.2010      |
| Процан Олександр Юрійович   | Сільський голова, 1968 року народження, освіта вища, член Партії регіонів | 31.10.2010   | 25.10.2015      |
| Процан Олександр Юрійович   | Сільський голова, 1968 року народження, освіта вища, безпартійний         | 25.10.2015   | 06.12.2015      |
| Морозюк Оксана Миколаївна   | Сільський голова, 1971 року народження, освіта професійна, безпартійний   | 26.06.2016   |                 |

Примітка: таблиця складена за даними сайту Верховної Ради України та ЦВК

### Депутати VII скликання
За результатами місцевих виборів 2015 року депутатами ради стали:

#### За суб'єктами висування
| Суб'єкт висування | Кількість обраних депутатів | %      |
| ----------------- | --------------------------- | ------ |
| Самовисування     | 14                          | 100.00 |

#### За округами
| № округу | Прізвище, ім'я, по батькові      | Ким висунуто  | Дата нар.  | Освіта             | Партійна приналежність                                        | Відомості                                                                                          |
| -------- | -------------------------------- | ------------- | ---------- | ------------------ | ------------------------------------------------------------- | -------------------------------------------------------------------------------------------------- |
| 1        | Місан Юлія Володимирівна         | Самовисування | 23.04.1986 | середня спеціальна | безпартійна                                                   | Магазин м. Володимир-Волинський, приватний підприємець                                             |
| 2        | Демещенко Василь Демидович       | Самовисування | 02.10.1951 | вища               | безпартійний                                                  | ТзОВ «Володимир-цукор» м. Володимир-Волинський, заступник начальника цеху механізації              |
| 3        | Зінчук Юрій Миколайович          | Самовисування | 03.10.1981 | вища               | безпартійний                                                  | Настоятель храмів Різдва Пресвятої Богородиці с. Хобултова та Флора і Лавра в с. Яковичі, священик |
| 4        | Калишук Людмила Володимирівна    | Самовисування | 23.03.1981 | вища               | безпартійна                                                   | Хобултівська сільська рада, секретар                                                               |
| 5        | Захарчук Надія Романівна         | Самовисування | 30.09.1972 | середня спеціальна | безпартійна                                                   | Хобултівська сільська рада, діловод                                                                |
| 6        | Вовк Ярослав Володимирович       | Самовисування | 01.08.1963 | середня спеціальна | безпартійний                                                  | Гімназія ім. Цинкаловського м. Володимир-Волинський, охоронник                                     |
| 7        | Кидиба Володимир Михайлович      | Самовисування | 27.05.1970 | середня спеціальна | безпартійний                                                  | безробітний                                                                                        |
| 8        | Нечипорук Валерій Миколайович    | Самовисування | 20.10.1969 | середня спеціальна | безпартійний                                                  | безробітний                                                                                        |
| 9        | Місан Тетяна Володимирівна       | Самовисування | 14.08.1982 | середня спеціальна | безпартійна                                                   | Магазин с. Хобултова, приватний підприємець                                                        |
| 10       | Панасевич Олександр Анатолійович | Самовисування | 26.04.1980 | середня спеціальна | безпартійний                                                  | АЗС «WOG» м. Володимир-Волинський, помічник оператора                                              |
| 11       | Захарчук Андрій Павлович         | Самовисування | 30.06.1972 | загальна середня   | безпартійний                                                  | безробітний                                                                                        |
| 12       | Максимюк Олена Миколаївна        | Самовисування | 16.06.1979 | вища               | безпартійна                                                   | безробітна                                                                                         |
| 13       | Гранат Марія Сергіївна           | Самовисування | 16.05.1960 | середня спеціальна | член політичної партії Всеукраїнське об'єднання «Батьківщина» | ТзОВ «Володимир-цукор» м. Володимир-Волинський, різноробоча                                        |
| 14       | Януш Валентина Віталіївна        | Самовисування | 24.11.1960 | середня спеціальна | безпартійна                                                   | безробітна                                                                                         |